# پالایشگاه‌های گاز پارس جنوبی
پالایشگاه‌های گاز پارس جنوبی مجموعه‌ای از ۱۴ پالایشگاه گازی است که برای پالایش گاز طبیعی حاصل از میدان گازی پارس جنوبی به وجود آمده است. این پالایشگاه‌ها در اطراف شهرهای عسلویه، کنگان و تنبک واقع شده‌اند.
این مجموعه متشکل از ۲۴ فاز می‌باشد که با عنوان طرح توسعه پارس جنوبی از تاریخ مهر ۱۳۷۶ خورشیدی (شروع به کار طرح توسعه فاز ۲و۳) آغاز شده‌است.

## موقعیت پالایشگاه‌های گاز پارس جنوبی
- منطقه پارس ۱ (پارس جنوبی): تعداد ۸ عدد از این پالایشگاه‌ها (شامل ۱۶ فاز و به ترتیب از غرب به شرق پالایشگاه سوم، چهارم، اول، دوم، هشتم، پنجم، هفتم و ششم) در این منطقه، به وسعت ۱۴ هزار هکتار، در کنار یکدیگر و در دو کیلومتری ساحل خلیج فارس در منطقه ویژه اقتصادی انرژی پارس در بندر عسلویه (واقع در استان بوشهر و در فاصله ۲۷۰ کیلومتری شرق شهر بوشهر) قرار دارند.

موقعیت منطقه ویژه اقتصادی انرژی پارس نسبت به بندر امام خمینی ۵۰۰ کیلومتر به دریای آزاد نزدیکتر بوده و این نزدیکی به دریای آزاد کاهش هزینه‌های حمل و نقل دریایی، بیمه و غیره را دربردارد.
- منطقه پارس ۲ (پارس کنگان): بقیه ۶ پالایشگاه، یعنی پالایشگاه‌های یازدهم، نهم، دوازدهم، چهاردهم، دهم و سیزدهم (شامل ۸ فاز و به ترتیب از غرب به شرق فاز ۱۴، فاز ۱۲، فاز ۱۹، فاز ۱۱، فاز ۱۳ و فاز ۲۲و۲۳و۲۴)، در این منطقه به وسعت ۱۶ هزار هکتار، حد فاصل شهرستان عسلویه و کنگان قرار دارند.
- منطقه پارس ۳ (پارس شمالی): اراضی پارس شمالی به وسعت ۱۶ هزار هکتار است که به منظور پشتیبانی از طرح توسعه برخی میادین مهم هیدروکربوری اختصاص یافته‌است.[۳]

## تقسیم‌بندی پالایشگاه‌های گاز پارس جنوبی
تقسیم‌بندی پالایشگاه‌های گاز پارس جنوبی به صورت زیر می‌باشد (این تقسیم‌بندی بر اساس زمان راه‌اندازی پالایشگاه و موقعیت مکانی پارس یک و پارس دو می‌باشد):
| عنوان پالایشگاه   | فاز (فازها)  | تاریخ شروع  |
| ----------------- | ------------ | ----------- |
| پالایشگاه اول     | فاز ۱        | بهمن ۱۳۷۶   |
| پالایشگاه دوم     | فاز ۲و۳      | مهر ۱۳۷۶    |
| پالایشگاه سوم     | فاز ۴و۵      | مرداد ۱۳۷۹  |
| پالایشگاه چهارم   | فاز ۶و۷و۸    | بهمن ۱۳۸۲   |
| پالایشگاه پنجم    | فاز ۹و۱۰     | شهریور ۱۳۸۱ |
| پالایشگاه ششم     | فاز ۱۵و۱۶    | تیر ۱۳۸۶    |
| پالایشگاه هفتم    | فاز ۱۷و۱۸    | تیر ۱۳۸۶    |
| پالایشگاه هشتم    | فاز ۲۰و۲۱    | خرداد ۱۳۸۹  |
| پالایشگاه نهم     | فاز ۱۲       | آذر ۱۳۸۵    |
| پالایشگاه دهم     | فاز ۱۹       | تیر ۱۳۸۸    |
| پالایشگاه یازدهم  | فاز ۱۴       | تیر ۱۳۸۸    |
| پالایشگاه دوازدهم | فاز ۱۳       | خرداد ۱۳۸۹  |
| پالایشگاه سیزدهم  | فاز ۲۲و۲۳و۲۴ | خرداد ۱۳۸۹  |
| پالایشگاه چهاردهم | فاز ۱۱       | ---         |